# Роти

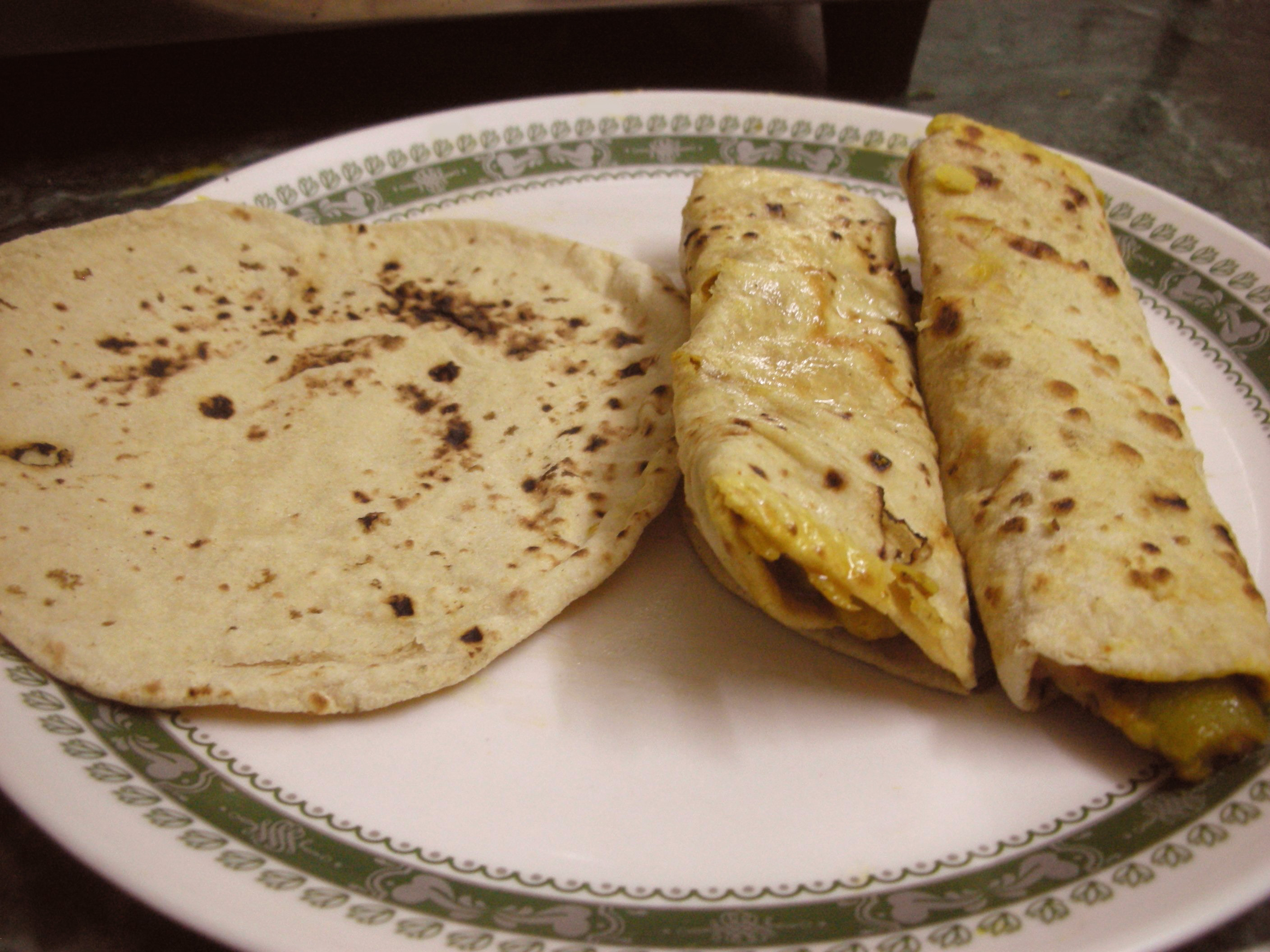
Чапати

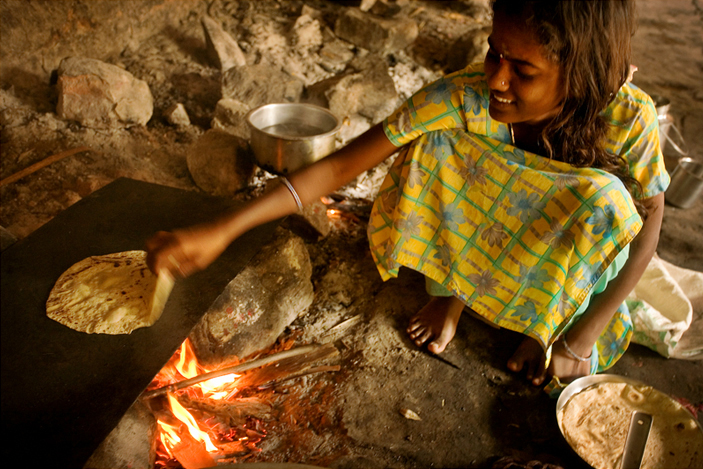
Девушка готовит чапати

Роти, чапати — индийский хлеб из пшеничной муки, вроде тонкого лаваша. Чапати является самым популярным подвидом роти из цельнозерновой муки атта. Едят роти, отрывая кусочки; погружают в соусы и используют эти ломтики как ложечку, захватывая ими кусочки разных блюд.

## Название
Слово roti происходит от санскритского слова (rotikā), что означает «хлеб». Слово chapat означает «пощечину» на хинди, намекающей на процесс приготовления.

## Приготовление
Раскатанное тесто бросают на разогретую сухую таву (пательную) и готовят с обеих сторон. В некоторых регионах Индии чапати готовят сначала на сухой сковороде, а затем пекут на открытом огне. При этом лепешка раздувается от пара до такой степени, что становится круглой, как мячик.

## Варианты

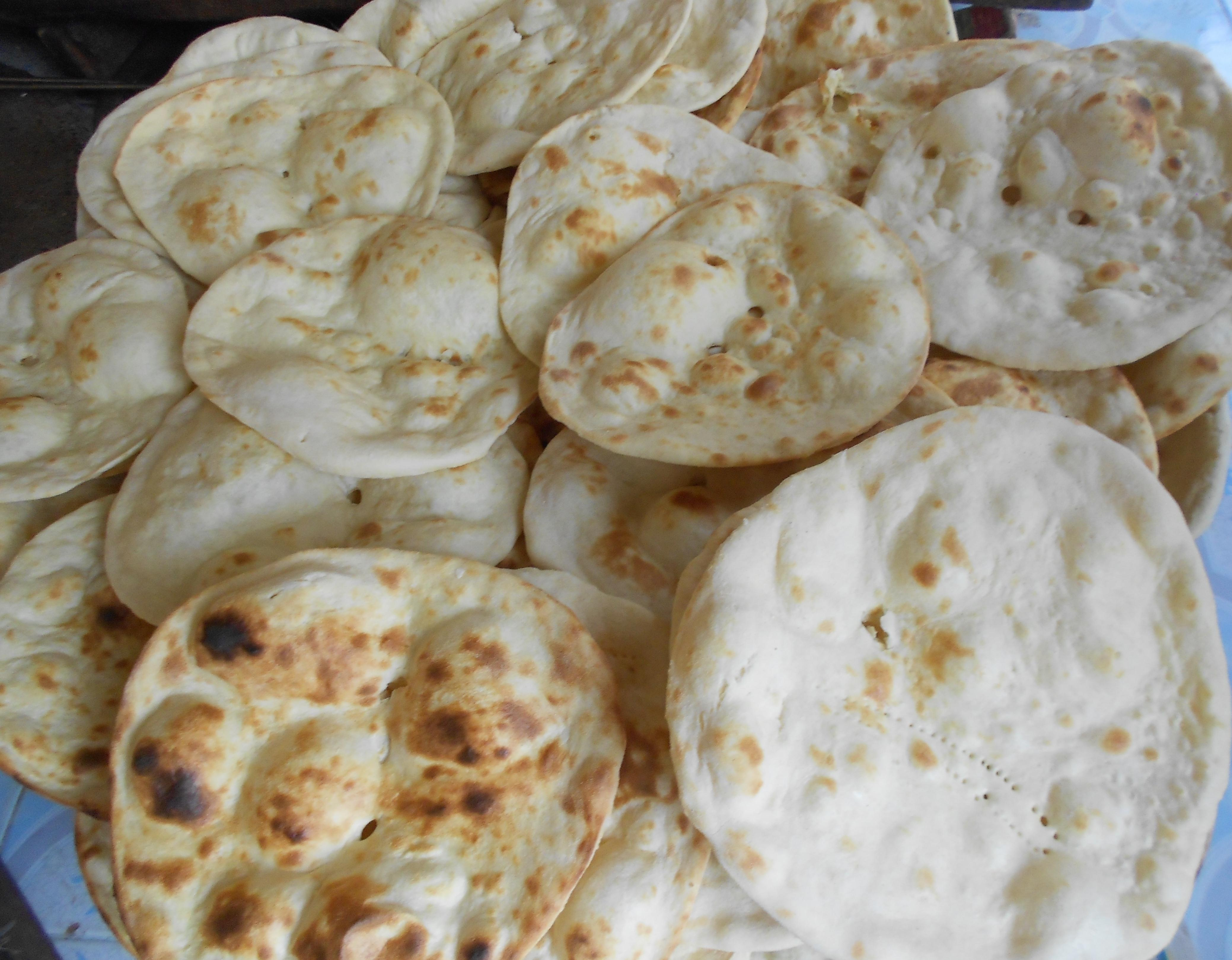
Роти из Индийского субконтинента
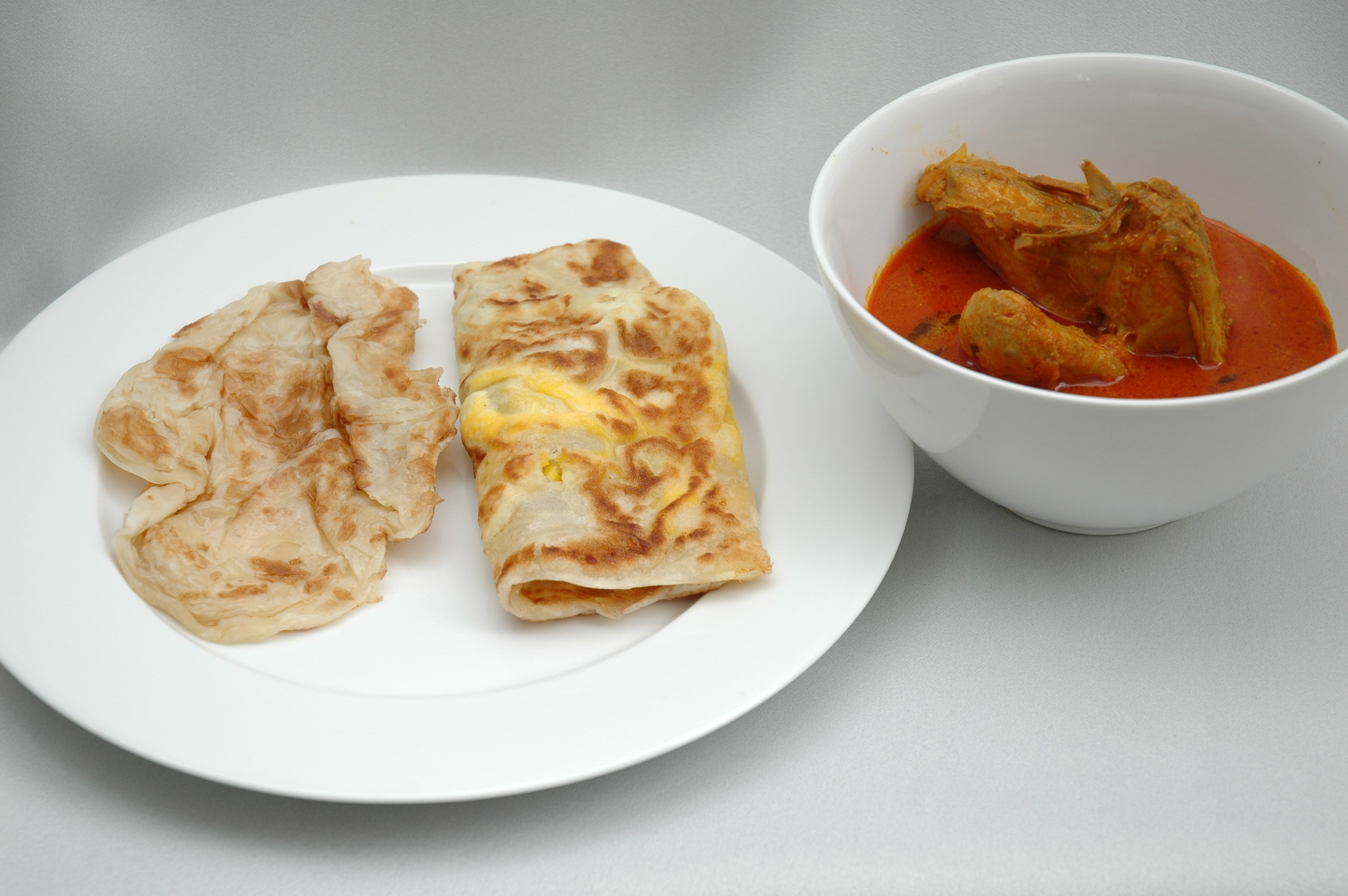
Цейлонский / керальский роти ( парата ) подается с карри.
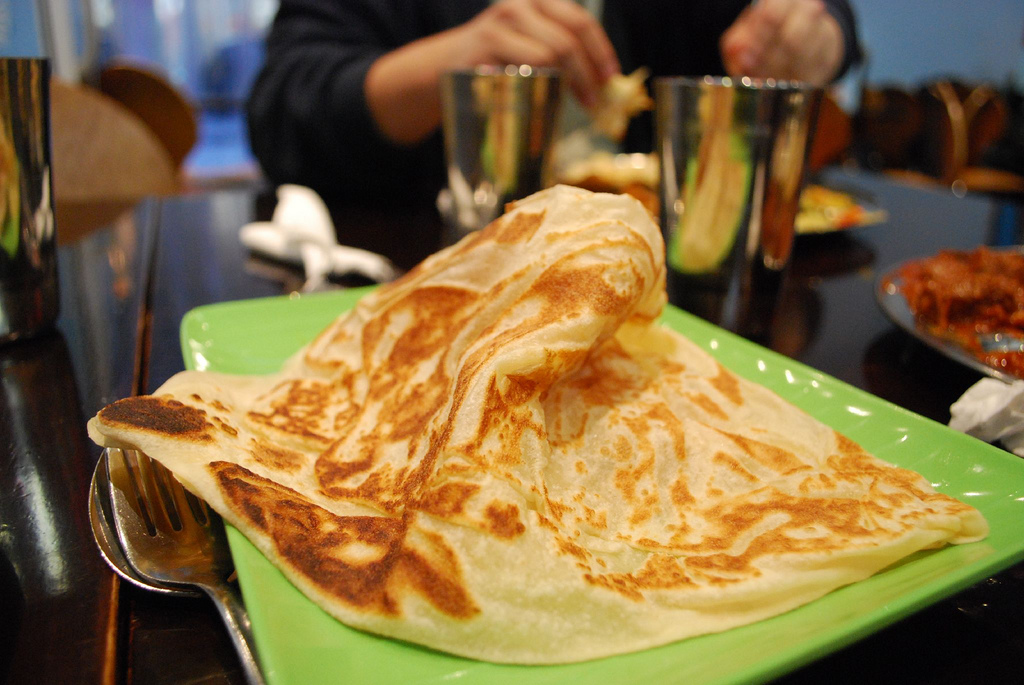
Простое роти парата
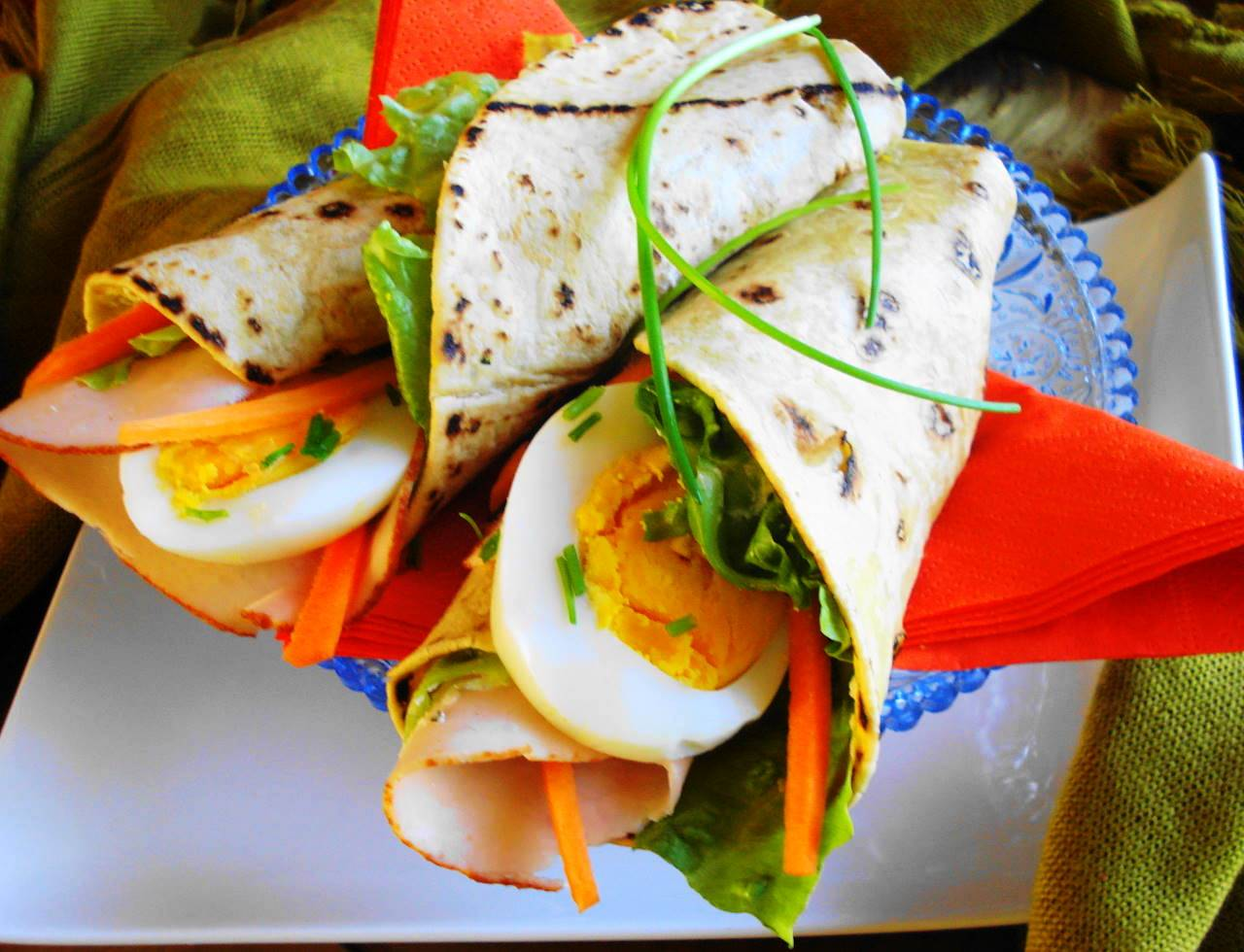
Ролл-роти с вареным яйцом и копчёной курицей в Нидерландах
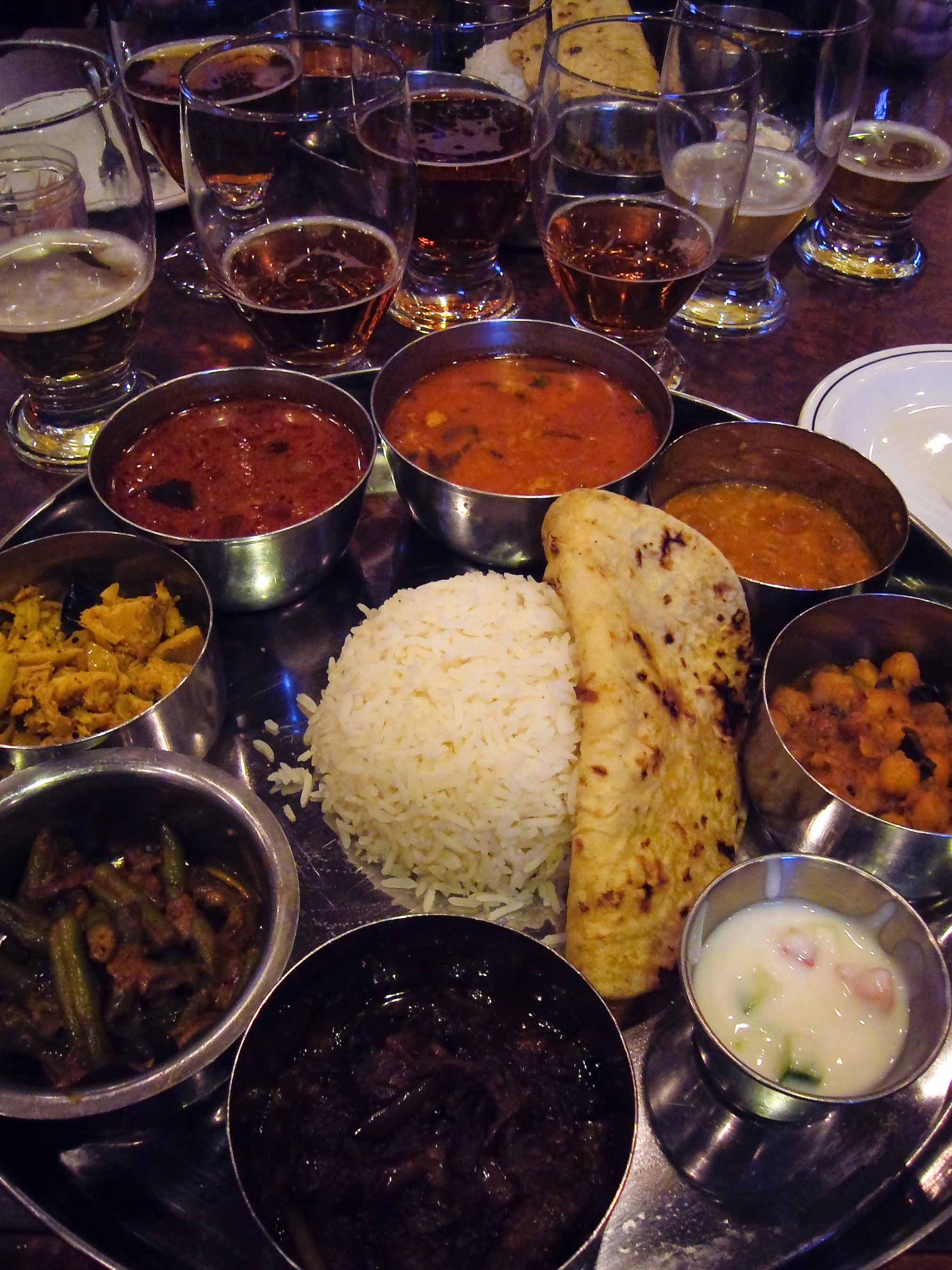
Индийское тхали из чапати
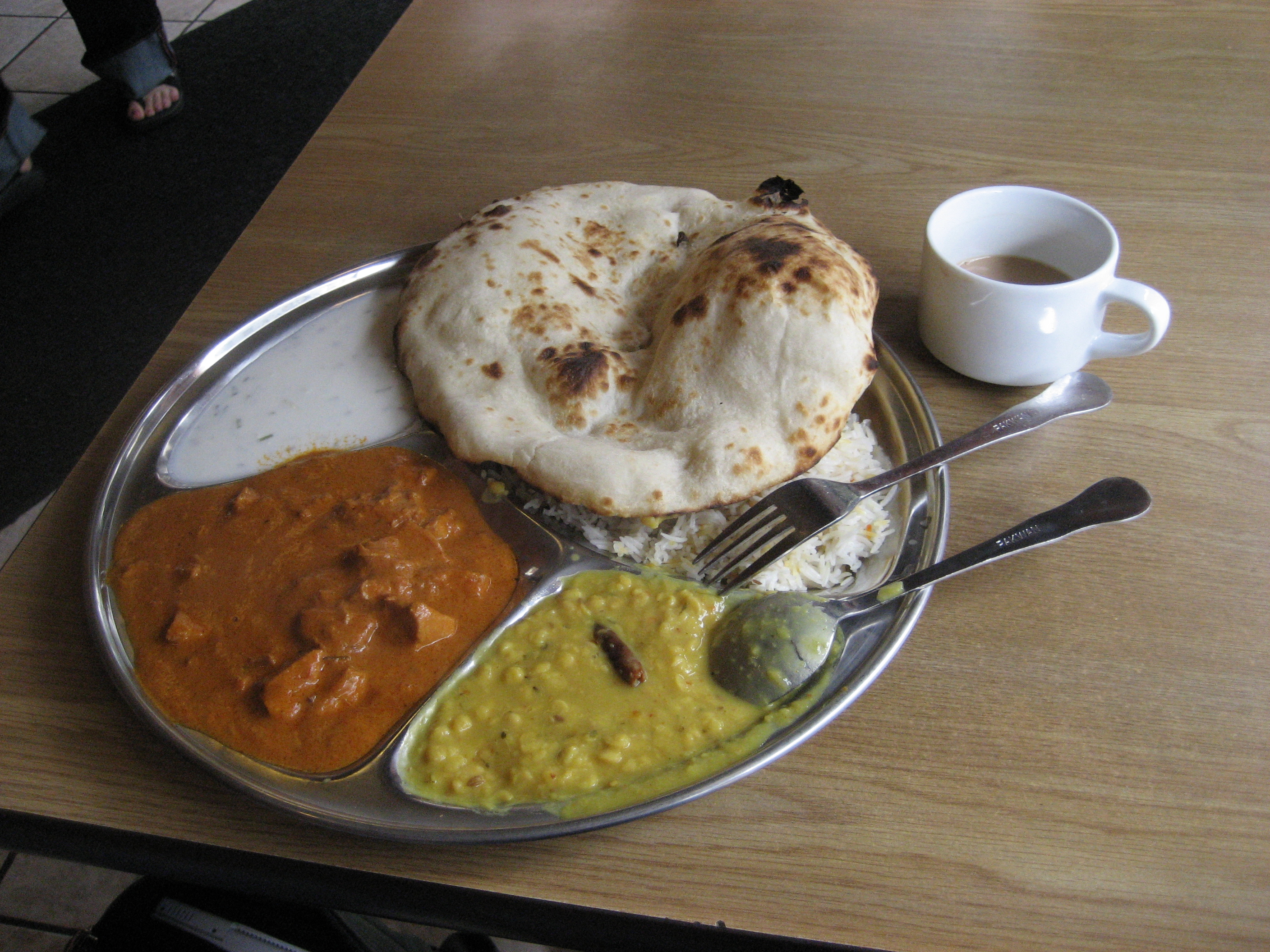
Тандури-роти подают в другие блюда в индийском ресторане
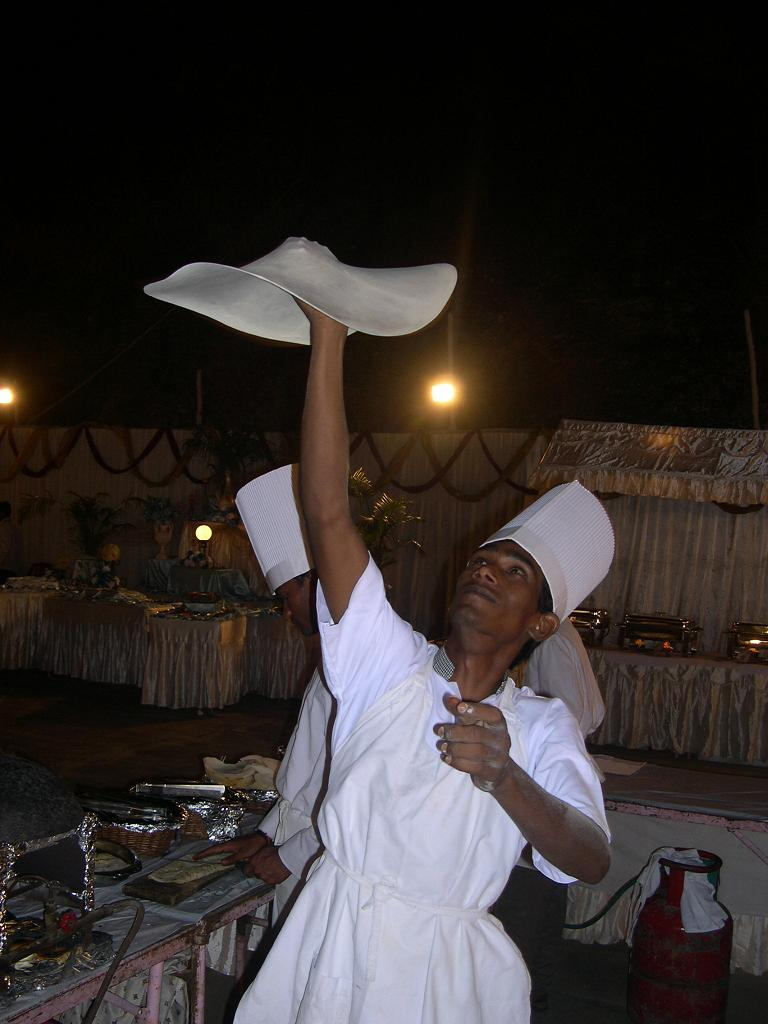
Шеф-повар готовит румали-роти в Индии.
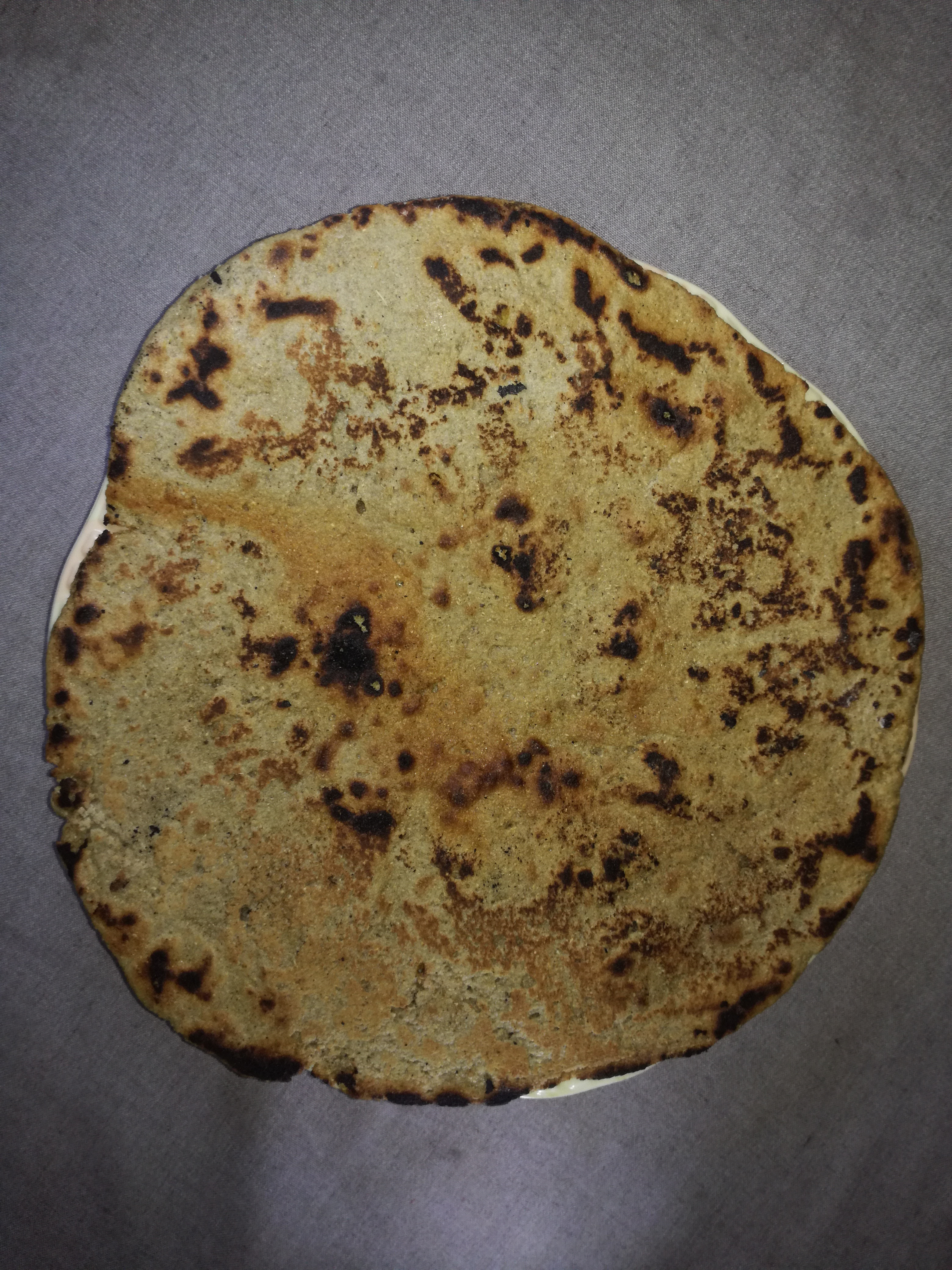
Баджхар Джи Маани (Баджра Роти) в Тарпаркаре, Синдх
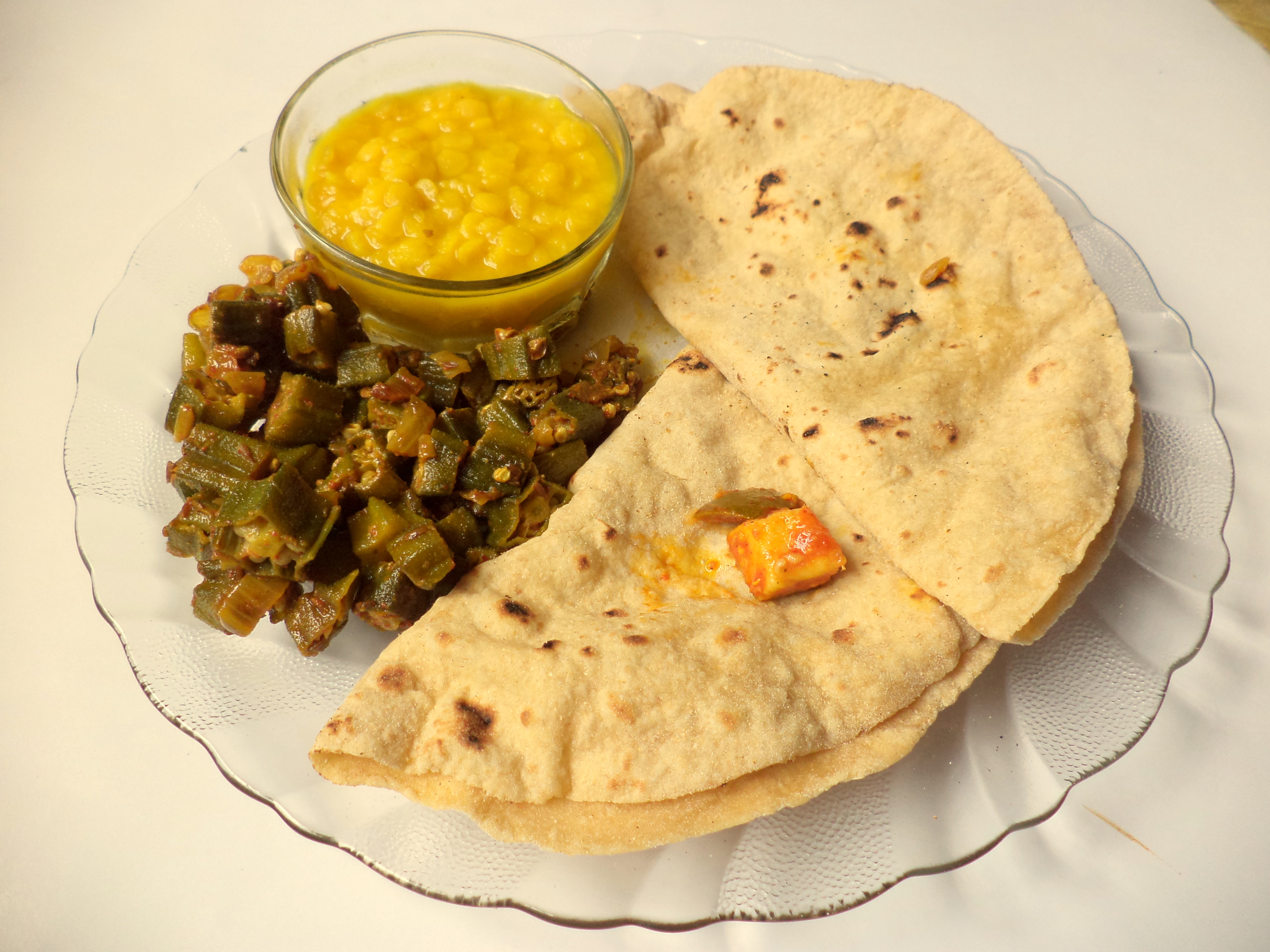
Острые овощи, поданные с роти
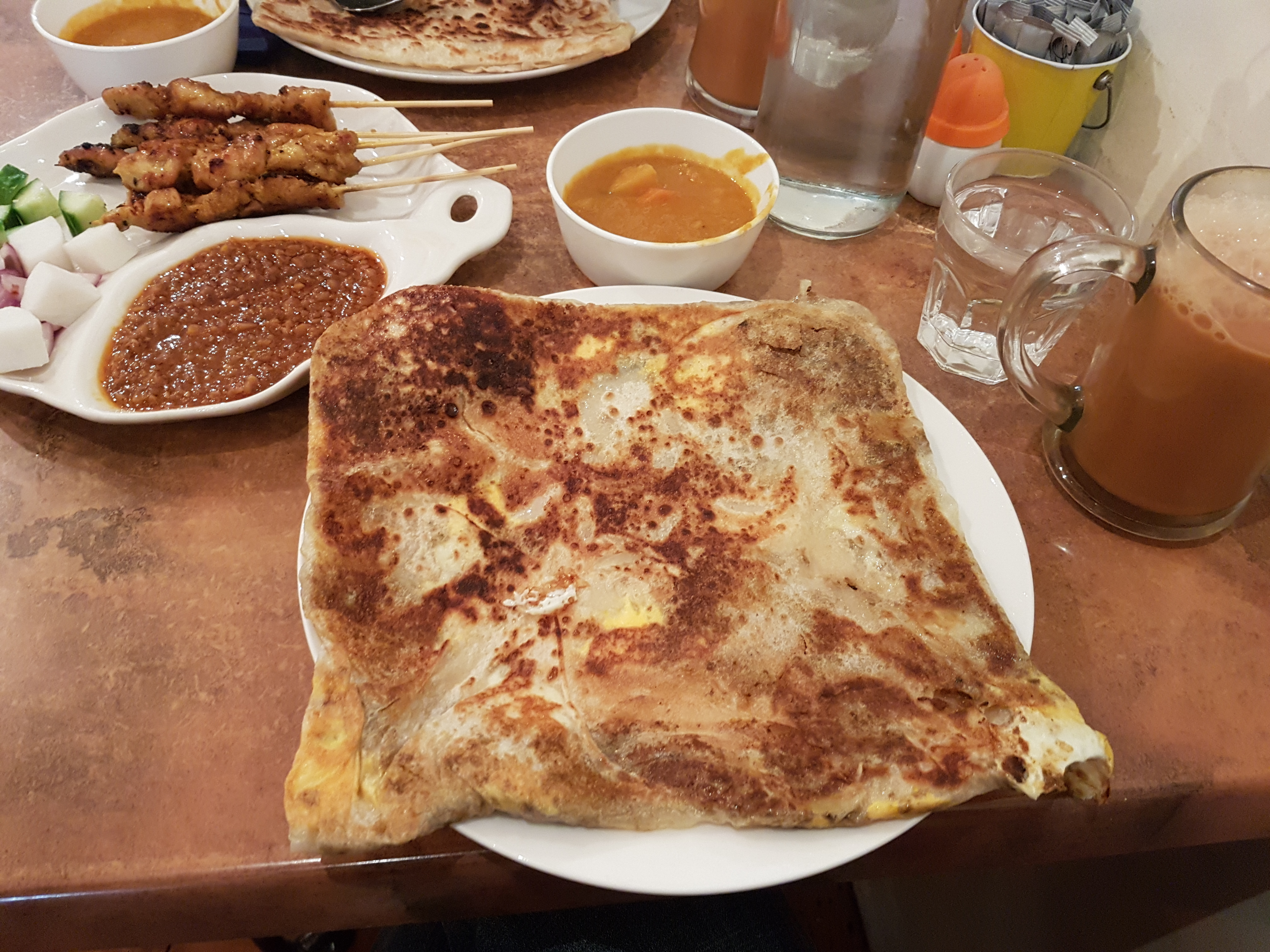
Роти, фаршированные бананами